# Falacro
Falacro, en latín original Falăcer, o más completamente dīvus pater falacer, era un antiguo dios itálico, según Varrón. Johann Adam Hartung se inclina a considerarlo un epíteto de Júpiter, ya que falandum, según Festo, era el nombre etrusco para "cielo".
Aunque su origen era oscuro incluso para los eruditos romanos (Varrón ignoraba sus características) en algún momento se consideró lo suficientemente importante como para tener su propio flamen o sacerdote oficial en Roma, uno de los doce cultos menores, el penúltimo en concreto. Para el arqueólogo Andrea Carandini sería el correlato masculino de la antigua diosa romana Pales. Sin embargo, su nombre puede aparecer en el nombre de la ciudad sabina de Falacrina (en latín: Falacrīnum o Phalacrīna), hoy llamada Cittareale, donde podía representar según algunos a una divinidad fluvial; empero, para la Enciclopedia Espasa regía los árboles frutales, y en efecto así consta en el Diccionario abreviado de la fábula de Pierre Chompré (Madrid: Sancha, 1783). El nombre también se halla en correlación con los de las tribus de los Falerii y los Falisci, por lo que se ha sugerido que Falacro puede haber sido el antepasado epónimo de estas antiguas tribus.